# 胡沖
胡沖（？—？），汝南固始人。三國時東吳官員，偏將軍胡综之子。後降晋，任尚書郎、吳郡太守，有才幹。

## 生平
赤烏六年（243年）综卒，冲嗣爵乡候。天纪中为中书令，作《吴历》六卷。天纪四年（280年），晋伐吴，吴主孙皓用光祿勳薛莹、中书令胡冲等计，效蜀後主而降。冲仕晋为尚书郎、吴郡太守。